# Santo Amaro (Bahía)
Santo Amaro, también conocido como Santo Amaro da Purificação, es un municipio del estado brasileño de Bahía. El municipio cuenta con 492.916 km² y una población de 61.407 habitantes (2013).

## Economía
Desde el siglo XVI hasta el XX, la economía giró en torno a la caña de azúcar. En los últimos años se han introducido nuevos cultivos, incluyendo cacao, bambú y palma aceitera.

## Cultura
La ciudad es conocida internacionalmente por ser el lugar de nacimiento de Caetano Veloso y de su hermana, la también cantante Maria Bethânia.
El 25 de diciembre de 2012 la ciudad perdió una de sus hijas más ilustres; a los 105 años murió Dona Canô, madre de Caetano Veloso, figura representativa de la ciudad.